# George H. Mealy
George H. Mealy, né le 31 décembre 1927 et mort le 21 juin 2010 à  Scituate, une ville côtière du Massachusetts,, est un mathématicien et informaticien américain. Il est connu pour l'invention des machines de Mealy, une sorte de transducteur fini, qui porte son nom.

## Biographie
Mealy étudie à l'université Harvard, où il est actif dans la direction de WHRB (en), une chaîne de radio animée et gérée par les étudiants du campus. Il obtient en 1951 un B. A. Il travaille aux Bell Labs depuis 1951. Après une interruption d'un an pour l'armée, Mealy occupe un poste de consultant en théorie des circuits et en  recherche en programmation. Il devient ensuite chef des études mathématiques au sein du groupe d’études de circuits, puis consultant en conception logique et programmation informatique. En même temps, Mealy enseigne la théorie des circuits et la conception des ordinateurs à l’université Columbia. Il enseigne aussi à Harvard.

## Travaux
C'est Mealy qui a proposé en 1955 un modèle d'automate appelé maintenant machine de Mealy. Mealy était aussi un pionnier en  programmation modulaire, et l'un des concepteurs principaux du langage de programmation IPL-V, enfin un promoteur de l'emploi de processeur de macros dans les  langages assembleur programming. Mealy a également écrit, avec D. J. Hansen, le premier système d'exploitation de Bell Labs pour la machine IBM 704, appelé le Mealy-Hansen system, plus connu sous le nom de Bell Operating System.